# Toyota Center

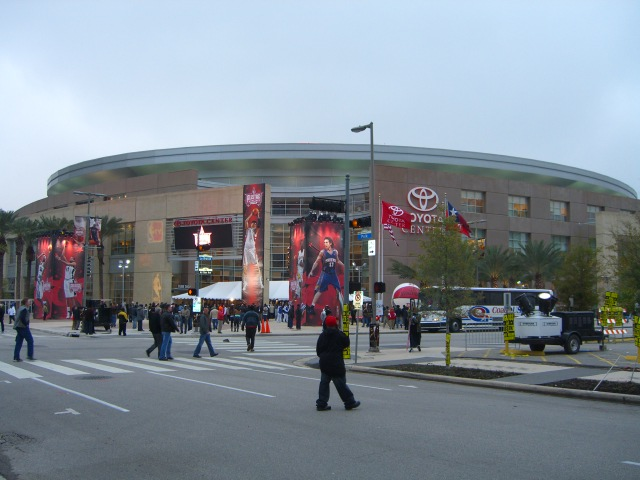
Toyota Center

Toyota Center – hala widowskowo-sportowa w Houston w stanie Teksas.
Budowla otwarta 6 października 2003 roku. Właścicielem jest Harris County – Houston Sports Authority. Obecnie swoje mecze rozgrywa tu drużyna ligi NBA Houston Rockets i AHL Houston Aeros, wcześniej też drużyna ligi WNBA Houston Comets (do 2007)
Pojemność: 18.300 widzów podczas meczów koszykówki, 17.300 podczas meczów hokeja, zaś gdy odbywają się tu koncerty, obiekt może pomieścić do 19.000 ludzi.
17 lutego 2013 roku został tu rozegrany Mecz Gwiazd NBA, w którym drużyna Zachodu pokonała drużynę Wschodu 143 – 138. Najbardziej wartościowym zawodnikiem tego meczu (MVP) został wybrany zawodnik Los Angeles Clippers – Chris Paul.
Adres: 1510 Polk Street w Downtown w Houston,  Teksas,  Stany Zjednoczone.